# Piotr Charbicki
Piotr Charbicki herbu Jastrzębiec (zm. przed kwietniem 1649 roku) – kasztelan brzeziński w latach 1637–1649, stolnik łęczycki w latach 1617–1637, dworzanin prymasa Macieja Łubieńskiego.
Poseł na sejm 1620 roku z województwa łęczyckiego. Poseł na sejm 1624 i 1627 roku. Był elektorem Władysława IV Wazy z województwa łęczyckiego w 1632 roku.